# Хаир Ал-Ниса Бегум
Хаир Ал-Ниса Бегум, наричана още Махд-и Улиа (в превод „най-висшестоящатата люлка“), е съпругата на сефевидския ирански шах Мохамед Ходабанда и майка на шах Абас I Велики. През управлението на съпруга си тя е важна политическа фигура и де факто управлява Иран между февруари 1578 и юли 1579.

## Произход и ранни години
Дъщеря е на Мир Абдула хан II, губернатор на провинция Мазандаран, който се представял за потомък на четвъртия имам на шиизма Зайн ал-Абидин. Членовете на нейното семейство управлявали Мазандаран след средата на 14 век.
През 1565 – 1566 Хаир отива в двора на шаха, след като нейния братовчед Мир Султан-Мурад хан убива баща ѝ. Омъжва се за сина шах Тахмасп I Мохамед Ходабанда. През целия си живот тя таи желание да си отмъсти на убиеца на баща си.

## Управление
През 1578, след смъртта на своя брат Исмаил II, Мохамед Ходабанда става шах на Иран. Мохамед бил слаб владетел и неговата сестра Пари Хан Ханум (която била съюзена с армиите на къзълбашите) лесно го контролирала. Пари Хан си създава враг в лицето на великия везир Мирза Салман, който кара Хаир да я удуши през февруари 1578. Тогава Хаир Ал-Ниса Бегум получава контрола над Иран. Тя се свърза с всички политически институции в страната и си създава своя мрежа от познанства с хора с влиятелни постове в иранското управление. Харесвала е повече „таджиките“ (персийците) пред къзълбашите.
Хаир Ал-Ниса Бегум подкрепяла кариерата на своя син Хамза Мирза (когото обичала повече от другия си син, Абас) и подготвя отмъщение за своя брат. След като неговият убиец, Султан-Мурад хан умира, тя насочва вниманието си към неговия син, Мирза хан. Къзълбашките лидери опитват да му дадат безопасно убежище, но той тръгва към Казвин, където приятелите на кралицата му устройват засада и го убиват. Ядосани от действията на кралицата, къзълбашите изпращат молба до шаха да я премахне чрез сила или бунтове. Мохамед Ходабанда решава да я прати в изгнание, но Хаир отказва да приеме аргументите за това. След това група от къзълбашки конспиратори казват, че кралицата е влюбена в Адил Гирай, братът на кримския хан, който бил пленен в сефевидския двор. Те нахлуват в харема и удушават нея и майка ѝ на 26 юли 1579.